# O2 arena
O2 arena je víceúčelová hala stojící v Praze 9 Libni, těsně u hranice s Vysočany. Jejím majitelem a provozovatelem je společnost Bestsport. Od vzniku do 29. února 2008 nesla název Sazka arena. Byla otevřena při příležitosti mistrovství světa v ledním hokeji 2004. Získala ocenění v soutěži Stavba roku 2004. Je třetí největší hokejovou arénou v Evropě.
Využití nachází při pořádání sportovních událostí, kulturních a zábavních akcí, koncertů, veletrhů a dalších. Kapacita haly dosahuje až 20 000 míst, rekord drží zpěvačka Billie Eilish, jejíž koncert 1. června 2025 navštívilo 20 209 lidí. Domácí zápasy zde odehrává hokejový klub HC Sparta Praha.
Stavba arény byla zahájena 27. října 2002 a otevřena byla 24. března 2004. Pořizovací náklady, původně vyčíslené na 2,5 miliardy, přesáhly včetně úroků 17 miliard korun. Náklady na provoz arény činily v roce 2024 kolem 600 tisíc korun denně. Ročně ji navštíví kolem milionu návštěvníků.

## Doprava
Přímo u arény se nachází stanice metra Českomoravská – linky B, ke které přiléhá autobusový terminál. Na ulici Českomoravská vedle haly je tramvajová zastávka „Arena Libeň jih“. Zhruba 700 metrů jižně od arény se nachází železniční stanice Praha-Libeň. Pro automobily má hala vlastní kryté parkoviště s kapacitou 1400 míst.

## Popis
Počet míst pro diváky se mění podle druhu akce. Pro lední hokej je kapacita 17 413 (na extraligu 17 220), pro koncert přes 20 000 a pro atletiku 11 000 míst. Pro srovnání: pouze 7 týmů ze 32 z NHL hrálo v roce 2021 na stadionech s menší kapacitou diváků pro lední hokej. Hala má variabilně přestavitelné řady. Technické vybavení umožňuje zasunout spodní část hlediště k obvodové zdi a vytvořit tak prostor pro 200 m dlouhou atletickou dráhu.
Hala má kruhový půdorys, celková zastavěná plocha činí cca 36 000 m². Výška objektu dosahuje 33 m. Střešní konstrukce má průměr 135 metrů a hmotnost 1 200 tun.
V aréně se nachází 66 skyboxů, 1 306 klubových sedadel a 3 partyboxy. Gastronomický systém je schopen načepovat 10 000 piv během čtvrthodiny. V areálu jsou tři restaurace, šest barů, dvě kavárny a celkem 24 stánků s rychlým občerstvením, které dohromady nabízejí asi 2 900 míst.

## Historie

### Kontroverze v průběhu výstavby

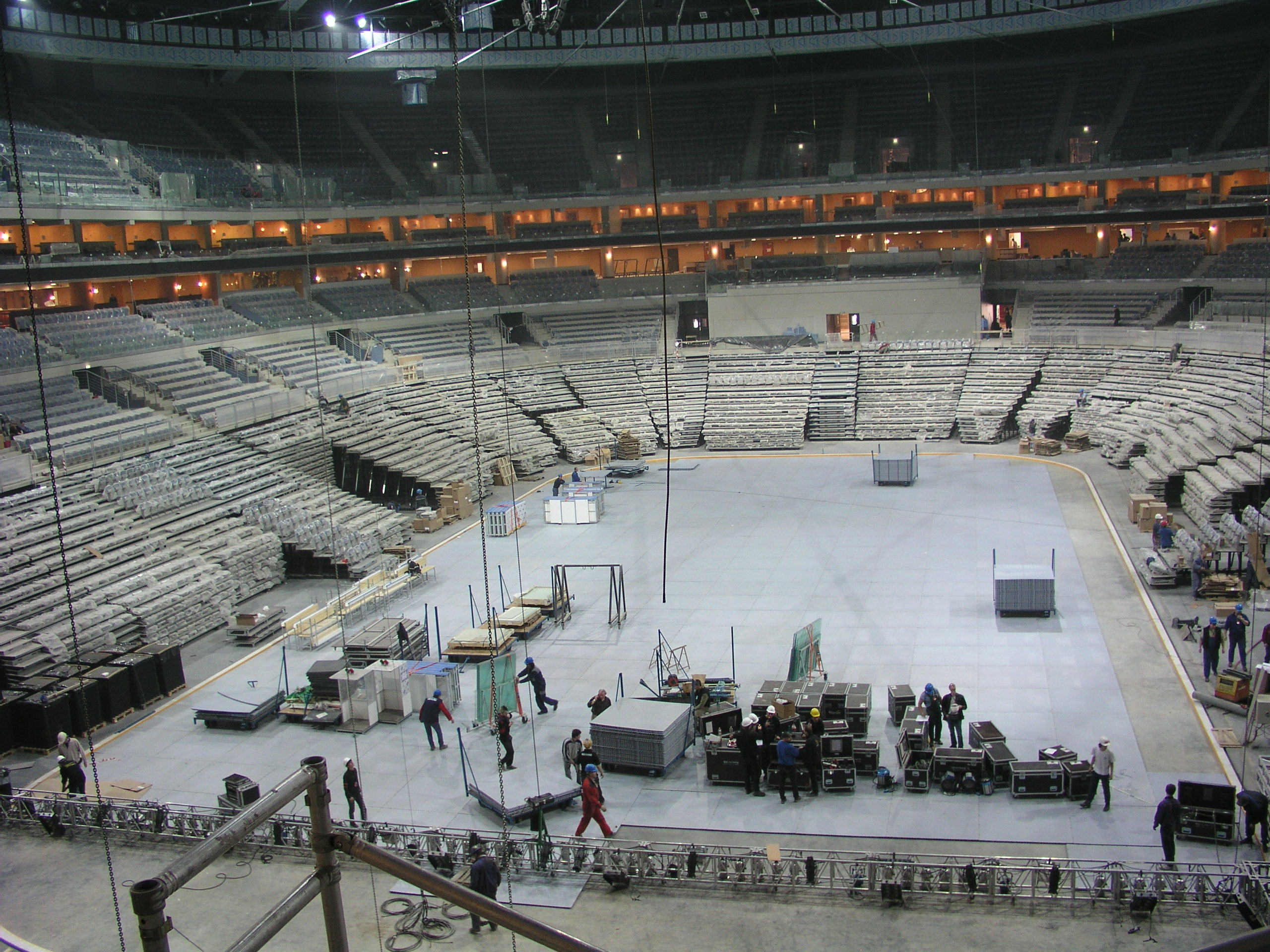
Výstavba arény na jaře 2004

Průběh stavby Sazka arény provázely komplikace s původním majitelem pozemků pod halou i s financováním. Stamilióny zaplatil stát za sanaci ekologické zátěže pod bývalými halami podniku ČKD Lokomotivka, přičemž efektivita vynaložených prostředků byla zpochybňována.
Sazka nezískala úvěr proti zástavnímu právu na libeňské pozemky, protože už byly zastaveny firmou Quonex Real, ratingové firmy jí navíc vzhledem k tomu, že nevlastnila pozemky, odmítly udělit rating na dluhopisy. Rating získala SAZKA později, v červenci 2007 mezinárodní ratingová agentura rating společnosti a emitovaných dluhopisů zvýšila. 
Firma byla nucena vyplácet vyšší úrok za dluhopisy bez ratingu poté, co tehdejší vláda vedená Vladimírem Špidlou odmítla udělit Sazce státní záruku za úvěr a výjimku z platby DPH za sázkové hry. Nicméně pokud by vláda s návrhem souhlasila, byly by ostatní sázkové kanceláře znevýhodněny. V důsledku neochoty Ministerstva financí fakticky dotovat stavbu arény ze státních zdrojů přicházejí vlastníci SAZKA a sportovní a tělovýchovná sdružení, ročně o více než 250 milionů Kč. Efektivita vynaložených prostředků, předraženost stavby a úbytek financí plynoucích do amatérského sportu byly v lednu 2009 konstatovány auditorskou firmou Lefkosia. Závěrečnou fázi výstavby Sazka arény poznamenal otevřený spor mezi ředitelem společnosti Sazka Alešem Hušákem a předsedou vlády Špidlou. Ten vyvrcholil, když Hušák nepozval Špidlu na slavnostní otevření arény. Ve foyeru arény je umístěna pamětní deska, která zdůrazňuje, že společnost Sazka prosadila stavbu proti vůli mnohých a navzdory mnohým.
Stavba se od části odborné veřejnosti dočkala kritiky například za neprofesionální instalace rozvodných systémů nebo za energetickou náročnost provozu. Aréna získala tituly:
- Stavba roku 2004,
- Cenu profesora Františka Faltuse,
- 1. místo v soutěži o nejlepší realizovanou stavbu s ocelovou střešní konstrukcí v České a Slovenské republice 2000–2003 v kategorii občanských a sportovních staveb,
- Cenu Inženýrské komory 2004,
- Cenu Evropské asociace ocelových konstrukcí 2005,
- Cenu Inženýrské akademie České republiky 2005.

### Okolí po výstavbě areny
V roce 2019 bylo jižně u O2 arény otevřeno centrum O2 universum, které rovněž zahrnuje multifunkční halu. Komplex slouží ke konferencím, firemním setkáním či menším koncertům, do 5000 lidí. Náklady na výstavbu činily 1,4 miliardy korun a počítá se s návratností 16 let.
V roce 2021 byl v blízkosti komplexu postaven společností Bestsport při nákladech 1,4 miliardy korun Stages hotel. Otevřen byl v listopadu 2021, disponuje 300 pokoji a má franšízovou smlouvu s hotelovým řetězcem Marriot.

## Ekonomika a provoz

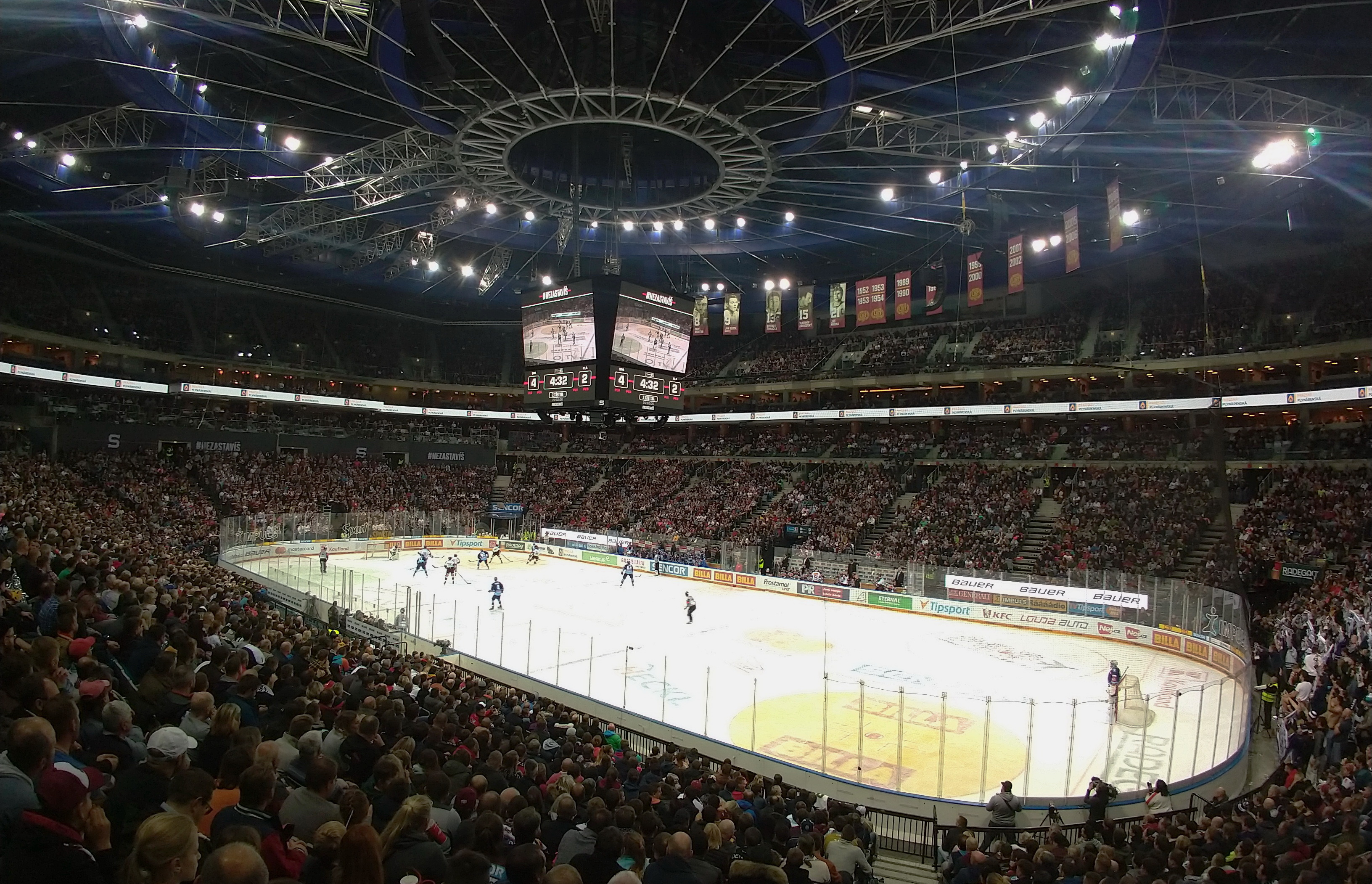
Zápas Extraligy Sparta-Kladno v O_{2} areně (2019)

Podle bývalého generálního ředitele Sazky Aleše Hušáka je investice do arény nevratná: Aréna je schopná platit sama svou údržbu, své nepřeúčtovatelné náklady a drobný rozvoj... V každém případě ale nestačí na to, aby dokázala platit peníze, co byly použity na její výstavbu.
Koncem října 2013 rozhodující podíl na aréně získala společnost PPF Petra Kellnera.
Hala se využívá pro zápasy hokejové Extraligy, nyní zde sídlí HC Sparta Praha. Rekord v návštěvnosti arény padl 2. dubna 2018, když koncert skupiny Metallica navštívilo 20 174 diváků. Kapacita koncertu byla výjimečně velká, protože stage se nacházela uprostřed haly. Předchozí rekord v kapacitě držela česká kapela Kabát, na jejíž koncert dorazilo 20 083 diváků. Předchozí rekord držela Madonna, v roce 2006 na její vyprodaný koncert přišlo 18 628 lidí. Další rekord v návštěvnosti arény padly 30. a 31. května 2023, když skupina Iron Maiden jako první zahraniční metalové kapele se podařilo vyprodat v obou termínech koncerty. Celkový rekord drží zpěvák Karel Gott, na jehož všechny koncerty v letech 2009–2018 (celkem 5 koncertů) přišlo dohromady 87 183 lidí.[zdroj?]

## Události

### Koncerty

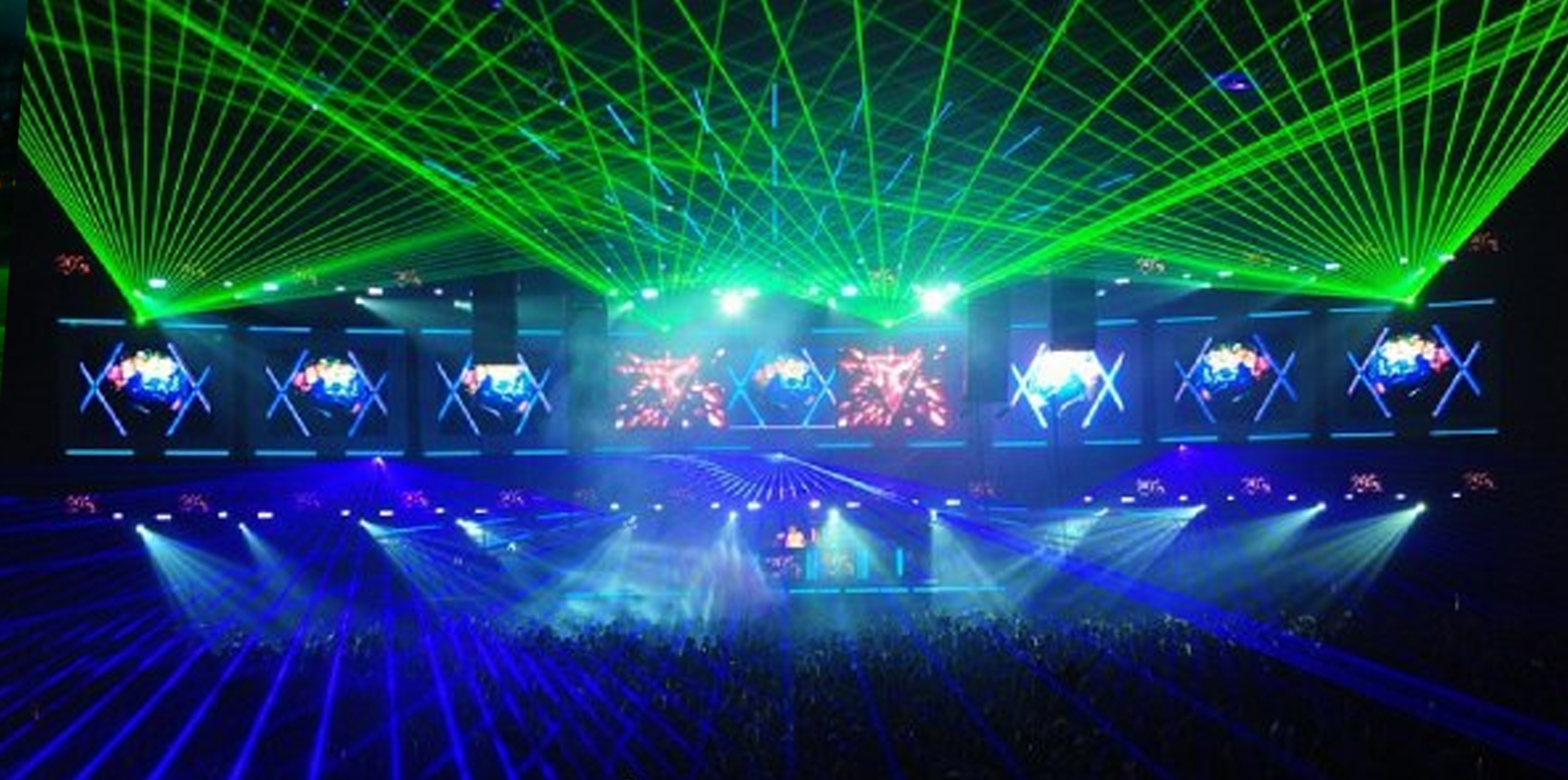
Festival Transmission (2008)

- Andrea Bocelli (říjen 2005, květen 2013) – 2005 koncert Sen noci májové[22][23]
- Madonna (září 2006, listopad 2015) – 2006 dva koncerty, druhý měl 19 628 diváků (tehdejší rekord O2 areny) Confessions Tour;[24] 2015 koncert alba Rebel Heart[25]
- Guns N' Roses (červen 2006, září 2010)[26][27]
- Ozzy Osbourne (červen 2007, červen 2012)
- Transmission (od 2007) – každoroční festival trance, který se zde pravidelně koná[28]
- Kylie Minogue (květen 2008, březen 2011, říjen 2014) – koncerty k albům KylieX2008[29], Aphrodite[30] a Kiss Me Once[31]
- Celine Dion (srpen 2008)
- Jean-Michel Jarre (listopad 2008) – koncert alba Oxygène[32]
- AC/DC (březen 2009)[33]
- Kabát (2008, 2013, 2015, 2017, 2022)[34][35][36][37]
- Kiss (červen 2008, květen 2010, červen 2013, červen 2015, červenec 2022, 10. června 2023 – poslední koncert skupiny v Česku)
- Judas Priest (červen 2011, červen 2015, březen 2024)[38]
- Ghost (prosinec 2019, duben 2022, květen 2025) koncert alb Prequelle, Impera a Skeletá
- Tina Turner (27. dubna 2009)
- Mötley Crüe (červen 2009)[39]
- Karel Gott (listopad 2006, červen 2009, prosinec 2012, 6. prosince 2014, 8. prosince 2014, 12. června 2018) – 2006 turné Má pouť, 2009 čtyřhodinový koncert k sedmdesátinám, 2012 koncertní turné Tour 2012 a album Dotek lásky, 2014 dva koncerty alba Láska je nádhera a 2018 koncertní turné Karel Gott a hosté
- Depeche Mode (leden 2010, únor 2014, leden 2018, 2x únor 2024 ) – Tour of the Universe,[40] koncert k albu Delta Machine,[41] Global Spirit Tour[42]Memento Mori Tour
- Michal David (2010, 2013, 2015, 2022, 2025) – 2010 koncert k padesátým narozeninám, 2013 koncert k turné Hit Tour 2013 s Lucií Vondráčkovou, 2015 koncert k padesátým pátým narozeninám s názvem Bláznivá noc, 2022 koncert k šedesátým narozeninám a k oslavě 40 let na scéně, 2025 - koncert k oslavě 65. narozenin Michala Davida
- Bob Dylan (červen 2010, červenec 2014)
- Sting (září 2010) – koncert alba Symphonicities spolu s Royal Philharmonic Orchestra[43]
- Lady Gaga (listopad 2010, říjen 2014) – koncerty k albům The Fame Monster[44] a Artpop[45]
- Roxette (červen 2011, květen 2015) koncert alba Charm School,[46] turné k třiceti letům kapely[47]
- Rihanna (březen 2008, prosinec 2011, červenec 2016) – koncert alb Good Girl Gone Bad, Loud a Anti[48]
- Jennifer Lopez (říjen 2012) – koncert alba Love?[49]
- Muse (listopad 2012) – koncert alba The 2nd Law[50]
- Swedish House Mafia (listopad 2012) – koncert turné One Last Tour
- Lucie (2014, 2018, 2022)
- Queen a Adam Lambert (únor 2015, listopad 2017) – koncerty[51][52]
- Katy Perry (únor 2015, říjen 2025) – koncert turné Prismatic World Tour k albu Prism[53], koncertní turné The Lifetimes Tour k albu 143[54]
- Def Leppard (květen 2015, červen 2019)
- Ellie Goulding (leden 2016) – koncert alba Delirium[55]Koncert skupiny Imagine Dragons (2018)

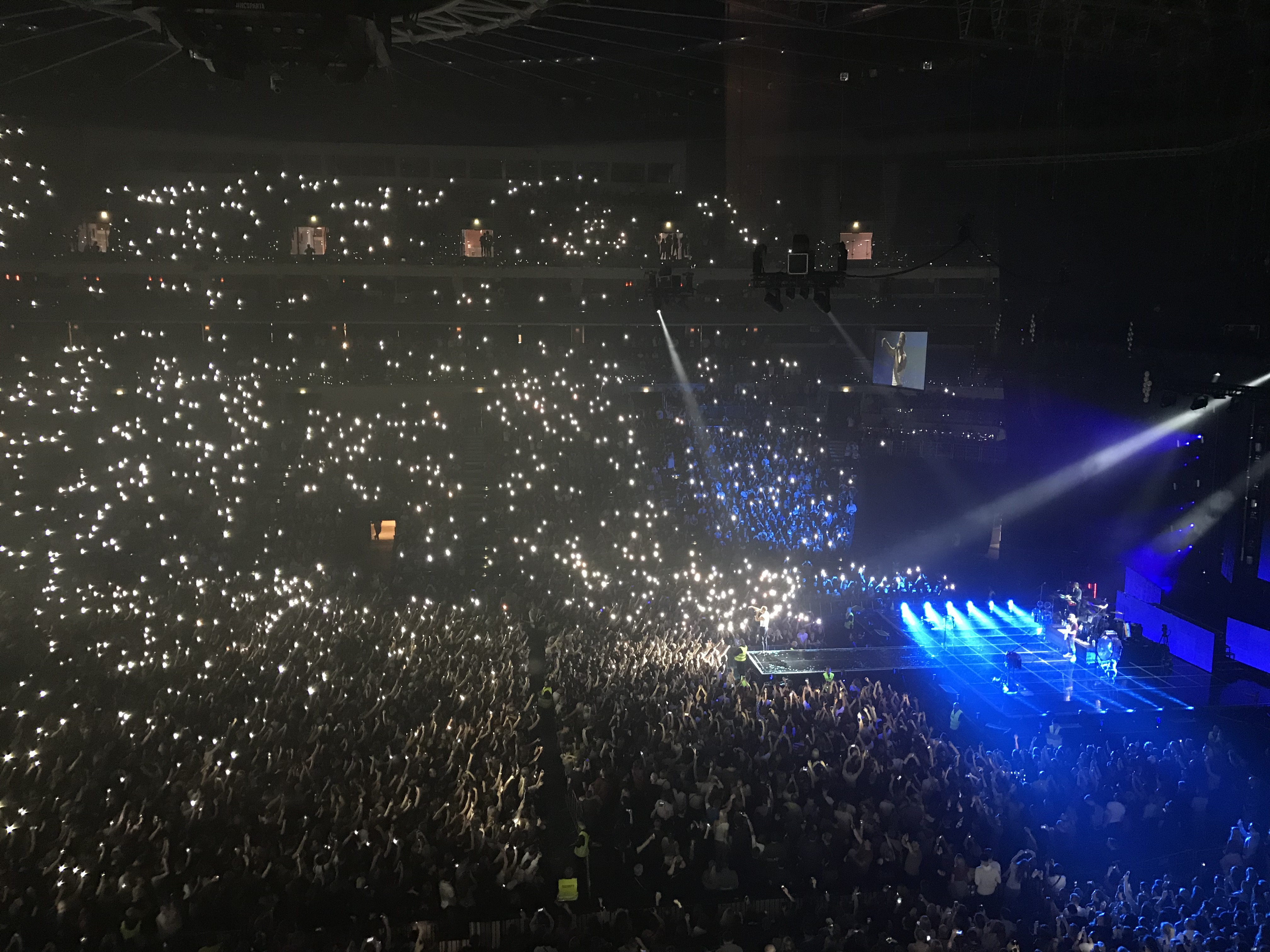
Koncert skupiny Imagine Dragons (2018)

- Imagine Dragons (leden 2016, duben 2018) – koncert alb Smoke + Mirrors[56] a Evolve[57]
- Paul McCartney (červen 2016)[58] – v rámci turné One on One Tour[59]
- Red Hot Chili Peppers (2006,[60] 2016[61])
- Český Mejdan s Impulsem (od 2016) – koncert hvězd české hudby
- Justin Bieber (listopad 2016) – koncert alba Purpose[62][63]
- Lucie Bílá (8. ledna 2017, 10. prosince 2019) – koncerty Fifty Fifty a Vánoční galakoncert[64]
- Metallica (duben 2018[49])
- Marpo & TroubleGang (květen 2018) – koncert alba Dead Man Walking
- Ricky Martin (září 2018)[65]
- Ariana Grande (září 2019) – koncert turné Sweetener World Tour
- Twenty One Pilots (únor 2019) – koncert turné The Bandito Tour
- Elton John (květen 2019)
- Whitesnake (červen 2019)
- Billie Eilish (2019, 2025)[66][19]Koncert skupiny Kabát (2017)
- Ben Cristovao (2019)
- Adam Plachetka (16. ledna 2020)

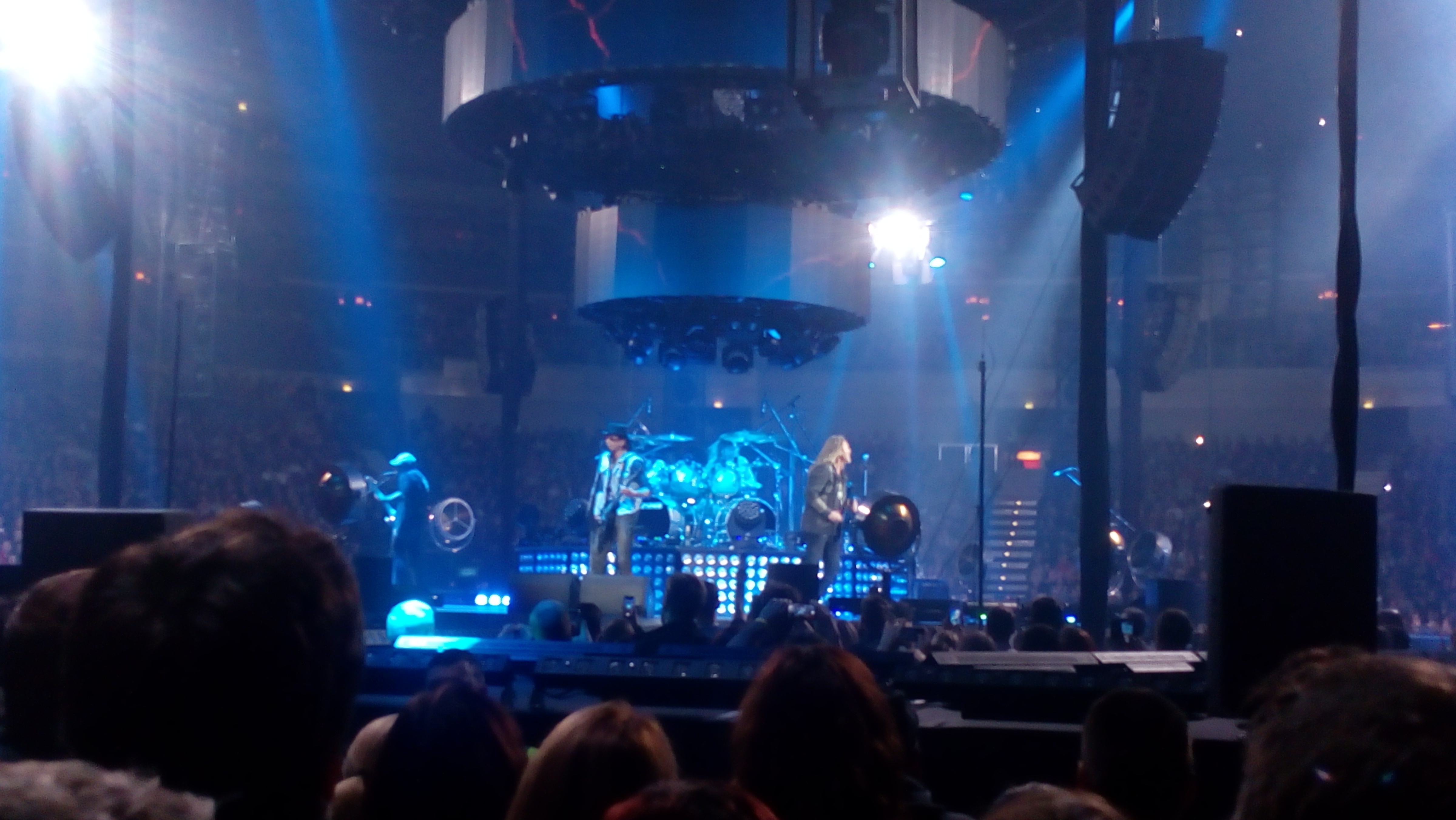
Koncert skupiny Kabát (2017)

- Sabaton (26. ledna 2020) – světové turné The Great Tour po albu The Great War
- Marek Ztracený (22. a 23. února 2020)
- André Rieu (2014, 2015, 2016, 2017, 2018, 2019, 2020 – přeloženo na rok 2022 a přidán druhý koncert, 2023, 2024 – 2 koncerty, 2025)
- Harry Styles (23. února 2021) – koncert turné Love on Tour, přeloženo z 11. května 2020 kvůli pandemii covidu-19
- Pokáč (24. září 2022)
- Rybičky 48 (20. října 2022)
- Kapitán Demo (13. května 2023) [67]Koncert Dua Lipa v roce 2025

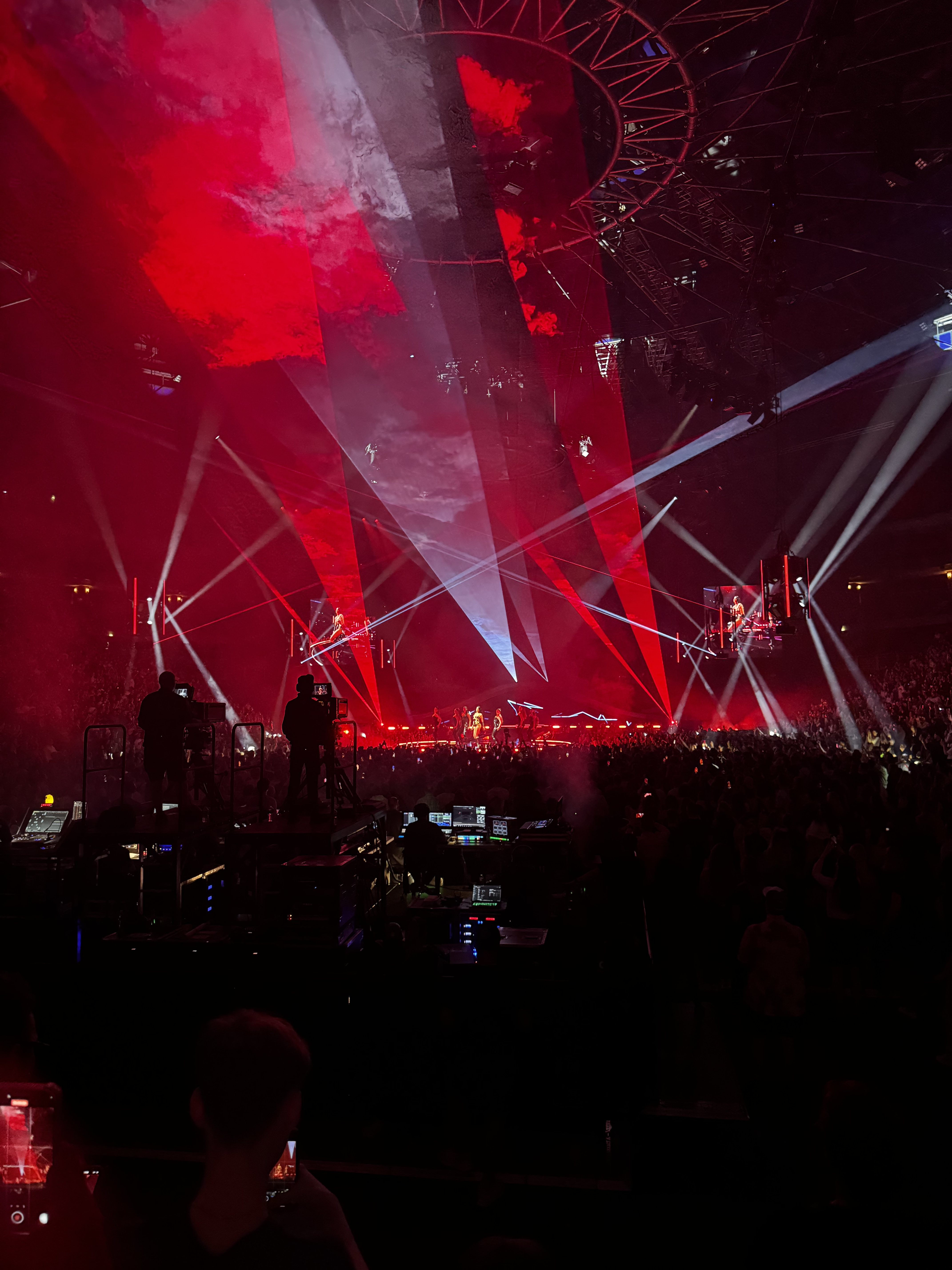
Koncert Dua Lipa v roce 2025

- Iron Maiden (30. a 31. května 2023) – The Future Past Tour (obě vystoupení vyprodaná)[68]
- blink-182 (19. září 2023) – World Tour 2023/2024
- Kontrafakt (23. září 2023)
- Calin a Viktor Sheen – ROADTRIP show (12. října 2023)[69]
- Ewa Farna (14. října 2023, 22. března 2024)
- Cirque du Soleil OVO (8 představení – květen 2023)
- Helena Vondráčková (20. ledna 2018) – koncert k 70. narozeninám
- Daniel Landa (4. listopadu 2023)[70],
- Marie Rottrová – Jedno velké děkuji (28. prosince 2023)
- Pocta Haně Zagorové (6. února 2024)
- Helena Vondráčková 77 (24. června 2024, 4. února 2025)
- Travis Scott (18. července 2024) – koncert turné Circus Maximus World Tour a alba Utopia
- Ektor (25. října 2024)
- Sum41 (10. listopadu 2024)
- KAREL GOTT…jeho písně žijí dál! (listopad 2024) koncert k poctě Karla Gotta
- Tyler, the Creator (9. května 2025) – koncert turné Chromakopia World Tour
- Dua Lipa (květen 2025) – koncertní turné Radical Optimism Tour k albu Radical Optimism[71]Koncert Tate McRae 11. června 2025

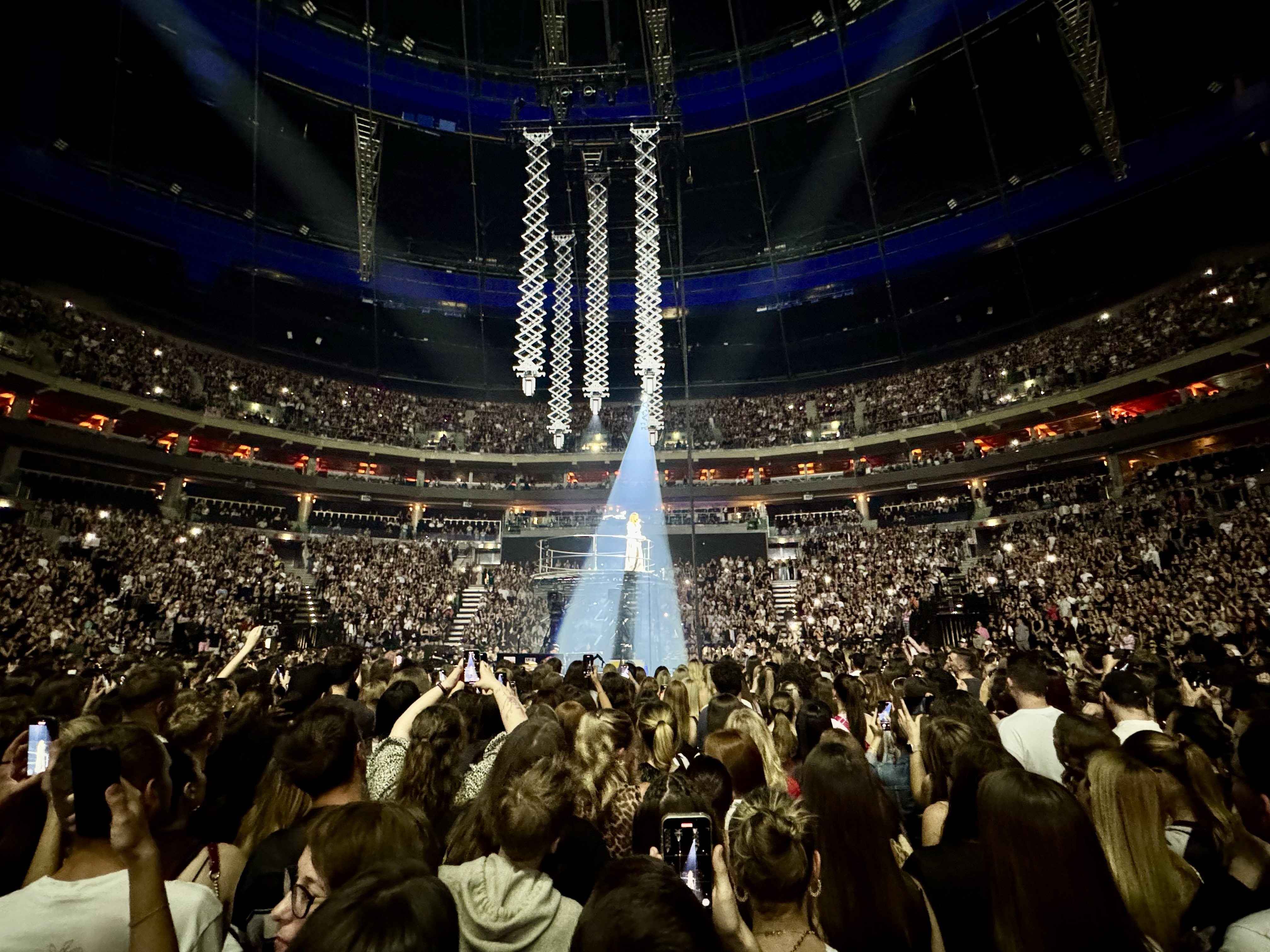
Koncert Tate McRae 11. června 2025

- Tate McRae (červen 2025) – koncertní turné Miss Possessive

### Sport

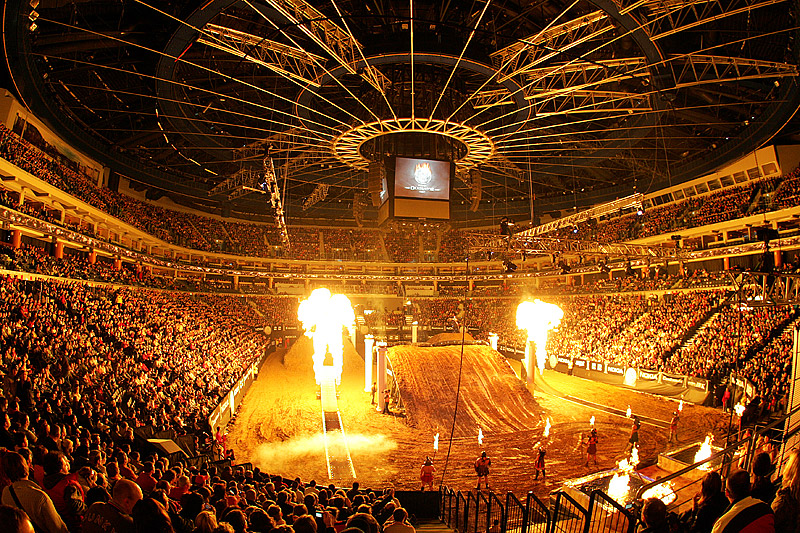
Freestyle Motocross show (2007)

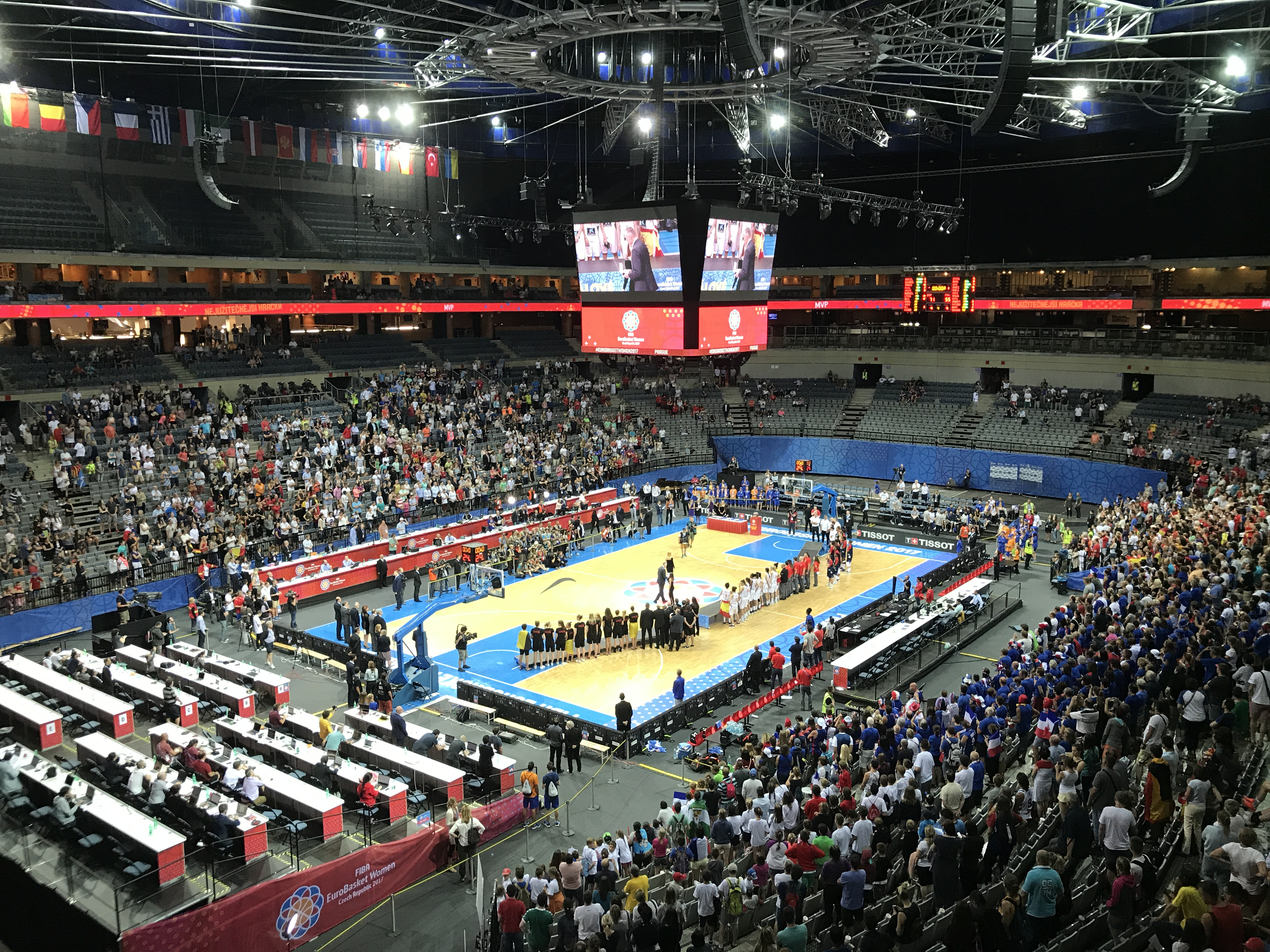
Závěrečný ceremoniál Mistrovství Evropy v basketbalu žen 2017

- Mistrovství světa v ledním hokeji (2004) – konalo se také v ostravské ČEZ aréně
- Freestyle Motocross Gladiátor Games (2007) – poté se konalo i v dalších letech
- New York Rangers a Tampa Bay Lightning (říjen 2008) – jeden ze dvou zápasů zahajující sezónu NHL 2008/09
- Mistrovství světa ve florbale (prosinec 2008) – konalo se také v ostravské ČEZ aréně
- Boston Bruins a Arizona Coyotes (říjen 2010) – jeden ze tří zápasů zahajující sezónu NHL 2010/11
- Mistrovství Evropy ve volejbale mužů (2011)
- Superfinále florbalu poprvé v roce 2012, po té znovu v letech 2013–2017 a 2022–2023
- Fedcupový tým ČR vyhrál nad Srbskem finále Fed Cupu (listopad 2012)
- Daviscupový tým ČR vyhrál nad Španělskem finále Davis Cupu (listopad 2012) – historicky první dějistě, které hostilo finále Davis Cupu i Fed Cupu v jediném roce
- Mistrovství světa v basketbalu hráčů do 19 let (2013)
- Fedcupový tým ČR vyhrál nad Německem finále Fed Cupu (listopad 2014)
- Fedcupový tým ČR vyhrál nad Ruskem finále Fed Cupu (listopad 2015)
- Halové mistrovství Evropy v atletice (2015)
- Mistrovství světa v ledním hokeji (2015)
- Mistrovství Evropy v basketbalu žen (2017)
- Laver Cup 2017 – první ročník tenisové soutěže mužských týmů Evropy a světa
- Mistrovství světa ve florbale 2018 (prosinec 2018)
- Fedcupový tým České republiky vyhrál nad Spojenými státy finále Fed Cupu (listopad 2018)
- UFC Fight Night: Błachowicz vs. Santos (23. únor 2019)
- Oktagon 15: Attila Végh vs. Karlos Vémola (listopad 2019)[72]
- Philadelphia Flyers a Chicago Blackhawks (říjen 2019) – jeden ze zápasů zahajující sezónu NHL 2019/2020
- Finále Billie Jean King Cupu 2021 (listopad 2021)
- Oktagon 31: Pirát vs Kincl (únor 2022)
- Mistrovství Evropy v basketbalu mužů Skupinová fáze D (září 2022)
- Nashville Predators vs San Jose Sharks (říjen 2022) – dva zahajovací zápasy sezóny NHL 2022/2023
- Oktagon 38 (prosinec 2022)
- Zápas legend Česko vs. Slovensko: 25 let od zlatého Nagana (únor 2023)
- Oktagon 43: Kincl vs Vémola 2 (květen 2023)
- Global Champions Prague Playoffs 2023 (listopad 2023)
- FMX Gladiator Games 2023 (prosinec 2023)
- Mistrovství světa v ledním hokeji 2024 (Česko), konalo se také v Ostravě (Ostravar Aréna)
- New Jersey Devils vs Buffalo Sabers (říjen 2024) – dvě zahajovací utkání sezóny NHL 2024/2025
- FMX GLADIATOR GAMES 2024 (prosinec 2024)
- Global Champions Prague Playoffs 2025 (listopad 2025)
- Mistrovství světa v krasobruslení 2026 (březen 2026).

## Přilehlé objekty
- O2 Universum, multifunkční centrum přilehající k O2 aréně z jihu
- Obchodní galerie Harfa, přiléhá k O2 aréně ze západu
- Stanice metra B Českomoravská, severním směrem od objektu
- Nádraží Praha-Libeň, jihovýchodním směrem od objektu
- Křižovatka Balabenka, západním směrem od objektu
- Čtvrť Harfa, jihovýchodním směrem od objektu